# 星际迷航3：超越星辰
《星际迷航3：超越星辰》（英語：Star Trek Beyond）是一部於2016年上映的美國科幻冒險片，由林詣彬執導，賽門·佩吉和道格·姜格根據金·羅登貝瑞的同名電視系列來撰寫改編劇本。本片為星艦迷航記系列電影的第十三部作品和重啟版的第三作，同時也是2013年的《闇黑無界：星際爭霸戰》的續集。由前作的克里斯·潘恩、柴克瑞·恩杜、賽門·佩吉、卡爾·厄本、柔伊·莎達娜、周約翰和安東·葉爾欽回歸主演外，還加入了伊卓瑞斯·艾巴與蘇菲亞·波提拉。
本片於2015年6月25日在溫哥華開拍，2016年7月22日在北美上映。本片為該系列的50週年紀念作。本片獻給在電影上映前一個月過世的安東·葉爾欽，以及在前期製作期間過世的第一代《星空奇遇記》演員伦纳德·尼莫伊。

## 劇情
企業號為期五年的探索任務度過三年，於期間抵達最新建立的宇宙都市「約克鎮」（Yorktown）補給物資，船員們也得以享受上岸假期。詹姆斯·寇克當時對是否繼續擔任星艦艦長上舉棋不定，向站方提交晉升中將的申請。蘇魯光與他的同性伴侶和女兒在約克鎮上重聚，史巴克和妮歐塔·烏乎拉之間的感情有了隔閡，而他剛好也知悉史巴克大使病逝的消息。
一艘從臨近星雲駛出的逃生艙抵達約克鎮求救，唯一的外星乘客卡拉娜聲稱她的飛船在星雲內的一座行星上擱淺，因此需要一艘配備穿越星雲的艦船實施救援。於是，寇克被指派帶領企業號起航執行營救任務，卻在穿越星雲、抵達目的地行星後遭遇數量眾多的「蜂群艦」伏擊，企業號不但武器沒效果、連曲速引擎都被對方弄斷而無法逃脫。在企業號千瘡百孔之下，敵方領袖克羅隨即登艦，意圖搶奪柯克在近期任務中獲得的一件神秘外星文物。寇克趁機干預奪回文物，將它暗中交給女船員絲爾隱藏起來後下令全員棄船。烏乎拉將船體和艦橋所在的碟艙分離後被克羅抓走，困在電梯裏的史巴克和倫納德·麥考伊無意間登上一艘敵方艦艇後開向星球。船員全部逃生後，寇克、契科夫和卡拉娜坐上逃生艙離開，寇克最終目睹企業號碟艙墜毀在星球表面。
大部分船員們於攻擊中失散，蘇魯、烏乎拉及大部分倖存的船員全部被俘。寇克和契科夫回去碟艙假裝拿文物時，由此發現卡拉娜實為克羅派來的間諜，她負責將企業號騙到這個星球。但幾名克羅的士兵來到，寇克和契科夫靠啟動推進器使船體傾斜，從艦橋窗戶一躍而下後逃跑，而卡拉娜則被翻面的碟艙當場砸死。同時，麥科伊與嚴重受傷的史巴克試圖找到其他的倖存者，兩人於一座外星文明裏發現敵方所要的文物其實來自於該星球。史巴克向麥科伊坦述史巴克大使的死訊，並解釋說他希望借機離開星際艦隊以繼續大使在新瓦肯星的工作，因此才和烏乎拉出現感情隔閡。獨自在外的史考特遇到一位外星拾荒者潔拉，潔拉為了修復艦船以逃出星球而收留史考特，並將他帶往她的住所：一艘失蹤將近上百年的聯盟傳奇星艦富蘭克林號(NX-326)。
寇克和契科夫踩中潔拉的陷阱而和史考特會合，他們靠修復升級富蘭克林號上的傳送裝置救回麥考伊和史巴克，合作修復船體系統後追蹤到克羅基地的位置而準備突襲。潔拉因為父親和同伴曾遭克羅殺害而拒絕帶路，最後在史考特的勸說下才願意幫忙。另一邊，克羅靠逼供才讓絲爾交出藏好的文物，將其拼湊成一個擁有無限吞噬能量的終極武器「亞布羅納」（Abronath），最後駕馭所有蜂群艦隊準備進攻聯邦所在的約克鎮。寇克靠潔拉的裝備帶領麥考伊和史巴克突襲基地，騎摩托車掩護史巴克和麥考伊將所有被俘的船員傳送回富蘭克林號，潔拉和克羅的左右手馬納斯於基地屋頂交戰，擊敗馬納斯後和寇克一同傳送回到富蘭克林號上。為了阻止克羅摧毀約克鎮，眾人成功啟動富蘭克林號而逃出星球。
克羅率軍開始破壞約克鎮的防禦系統，寇克等人發現蜂群的行動方式是通過一種雜音訊號來互相交談，認為只要用其他頻率打斷訊號便會讓它們自我解體。於是，潔拉提供船裏的搖滾樂收音機的甚高頻，通過廣播野獸男孩的歌曲《破壞》後，為敵方造成大量破壞並最終摧毀整個蜂群艦隊。克羅和另外兩艘艦艇沖進約克鎮，寇克便駕駛富蘭克林號在克羅抵達前靠艙身擋下他，但克羅還是換衣逃亡至約克鎮內部。這時，烏乎拉和寇克從船裏錄像中發現，克羅其實是該船原來的艦長巴爾薩澤·艾迪森，他於聯邦成立之前是一位指揮戰爭的軍官，但在人類最終與諸多敵對種族建立和平後目標也隨之破滅；從航行日誌中瞭解到他和其船員被困於星球上乃至他自認被聯邦拋棄，靠星球原始文明留下的外星技術延長壽命，並靠拾荒外星武器策劃這次對聯邦的復仇行動。
寇克追趕克羅進入約克鎮的通風系統，發現他即將把武器丟進主通風口藉以大規模擴散，克羅喊出他要讓聯邦為其所謂的背叛付出代價，但寇克在千鈞一髮之際打開彈射孔，讓克羅與武器當場被吸進太空。寇克被駕駛敵方船隻的麥考伊和史巴克搭救，而克羅也最終被自己的武器慢慢分解吞噬。事後，富蘭克林號的失蹤結案，寇克被授予中將軍銜，但他拒絕升職並有意繼續擔任艦長。史巴克打開史巴克大使的遺物，裏面有一張他與原始時間線中的企業號全員合照，因此決意繼續待在星際艦隊裏，並與烏乎拉重歸於好。在史考特的推薦下，潔拉被星艦學院錄取。在船員們慶祝寇克生日的這天，他們同時看到新的聯邦星艦企業號-A的興建，得以讓企業號-A將帶著寇克一行人航向新的旅程。

## 演員
| 演員          | 角色                                               | 備註 |
| 克里斯·潘恩   | 詹姆斯·T·寇克艦長 Captain James T. Kirk            | 企業號艦長。 |
| 柴克瑞·恩杜   | 史巴克 Spock                                       | 企業號大副和科學官。                                                                                                   |
| 柔伊·莎達娜   | 妮歐塔·烏乎拉 Nyota Uhura                          | 企業號通訊官。 |
| 卡爾·厄本     | 倫納德·「老骨頭」·麥考伊 Dr. Leonard "Bones" McCoy | 企業號總醫官。 |
| 賽門·佩吉     | 蒙哥馬利·史考特 Montgomery Scott                   | 企業號二副和輪機長，小名「史考提」。                                                                                   |
| 周約翰        | 蘇魯光 Hikaru Sulu                                 | 企業號三副和舵手。 |
| 安東·葉爾欽   | 帕夫·契可夫 Pavel Chekov                           | 企業號導航員。 |
| 蘇菲亞·波提拉 | 潔拉 Jaylah                                        | 一位外星女孩，墜毀在克羅的星球、目睹家人被殺後開始以拾荒為生，偶然遇見史考特後和他達成共識。                           |
| 伊卓瑞斯·艾巴 | 克羅／巴爾薩澤·艾迪森 Krall / Balthazar Edison     | 一位冷血無情的外星軍隊總指揮，曾經就是星際聯邦的一位艦長，困於星球上數年後精神錯亂，自認被聯邦拋棄而開始他的復仇計畫。 |
| 喬·塔斯林     | 馬納斯／安德森·李 Manas / Anderson Le              | 克羅的左右手，身手矯健，曾經是富蘭克林號的大副。                                                                       |
| 莉蒂亞·威爾森 | 卡拉娜／潔西卡·沃夫 Kalara / Jessica Wolff         | 克羅的部下，將寇克等人騙到克羅的星球，曾經也是富蘭克林號的船員。                                                       |
| 索瑞·安達斯魯 | 帕瑞斯准將 Commodore Paris                         | 約克鎮指揮官。 |
| 狄普·羅伊     | 昆塞爾 Keenser                                     | 史考特的外星人助手。                                                                                                   |

## 製作

### 拍攝
電影正式於2015年6月25日在溫哥華和不列顛哥倫比亞省的斯闊米甚開拍。其他拍攝地點如韓國的首爾和阿拉伯聯合大公國的杜拜。主要拍攝於2015年10月15日結束。2016年3月，因為索瑞·安達斯魯的加入而又重拍了部分片段。

## 發行
2015年12月，該片原本定於2016年7月8日在美國上映。2015年9月，上映日延期至2016年7月22日。

### 市場營銷
2015年12月14日，釋出首支預告。但該預告受到了粉絲的批評，主要認為預告過於集中在動作要素，且搭配野獸男孩的歌曲《Sabotage》使人出戲。這就連賽門·佩吉也表示不太滿意，但認為這是要表達電影充滿了動作和樂趣。第二支預告於2016年5月20日釋出，這才獲得了粉絲較佳的反應。最終版預告片於2016年6月27日釋出，其中包含了蕾哈娜的新單曲《Sledgehammer》。

### 家庭媒體
電影的Digital HD版本於2016年10月4日發布，藍光光碟及DVD則在11月1日發行。

## 迴響

### 評價
在爛番茄上，基於295條評論獲得了85%的新鮮度，平均得分7/10。Metacritic得分68。據CinemaScore調查，觀眾的平均評價於A+至F間落於「A-」。普遍認為其水準不輸前兩集，大多稱讚電影史詩科幻的娛樂感、懸疑與動作。

### 票房
在美國和加拿大，早期預估在首映週末票房為5000萬至6000萬美元，可能會與前兩集相差不遠。在國際上，該片有望能獲得良好表現，如俄羅斯、韓國、中國和拉丁美洲市場。美國首映週末票房為5960萬美元，成績為該系列第三高，但卻比前兩集重啟電影低。被認為是因為該片在美國的宣傳不多，且片商未能在五十周年紀念好好行銷所致。
儘管北美票房表現普通，但在中國大陸取得4.4亿人民币。全球票房最終總計3.43億美元。
| 上一届： 《寵物當家》                  | 2016年美國週末票房冠軍 第30周 | 下一届： 《神鬼認證：傑森包恩》 |
| 上一届： 《海底總動員2：多莉去哪兒？》 | 2016年台灣週末票房冠軍 第30周 | 下一届： 《神鬼認證：傑森包恩》 |
| 上一届： 《寒戰II》                    | 2016年台北週末票房冠軍 第30周 | 下一届： 《神鬼認證：傑森包恩》 |

## 榮譽
- 2016年青少年票選獎[25]
  - 提名-票選最受年輕族群期待電影
  - 提名-票選最受年輕族群期待男演員：克里斯·潘恩
  - 提名-票選最受年輕族群期待女演員：柔伊·莎達娜

## 續集
2015年6月26日，據《好萊塢報導》指出，潘恩和恩杜將有望出演第四集電影。2016年7月，J·J·亞柏拉罕證實已在計劃影片，並指出克里斯·漢斯沃將會回歸他在首集飾演的喬治·寇克。同月，派拉蒙證實漢斯沃以及其他主要演員的回歸，而監製亞柏拉罕、執行製片人琳西·韋伯、未掛名編劇J·D·佩恩和派屈克·麥凱也會繼續參與第四集。同月，亞柏拉罕透露，儘管葉爾欽已過世，但他的角色並不會換人演。
2018年4月，派拉蒙宣布將推出兩部《星际迷航》電影，一部是《星际迷航4》，另一部則是昆汀·塔倫提諾正在計劃的R級《星际迷航》電影。同月晚些，S·J·克拉克森將執導《星际迷航4》。
2019年1月，據報導稱S·J·克拉克森要負責HBO《冰與火之歌：權力遊戲》衍生前傳劇集的試播集。同月晚些，派拉蒙宣佈《星际迷航4》已被無限期擱置。
2019年11月19日，宣布諾亞·霍利正在商討編劇和導演電影。
2022年2月15日，宣布潘恩、昆杜、賽門·佩吉、卡爾·厄本、柔伊·莎達娜和趙約翰洽談回歸出演《星際爭霸戰4》，而上映日期定於2023年12月22日。

## 外部連結
- 官方網站
- 互联网电影数据库（IMDb）上《星际迷航3：超越星辰》的资料（英文）
- AllMovie上《星际迷航3：超越星辰》的资料（英文）
- 爛番茄上《星际迷航3：超越星辰》的資料（英文）
- Metacritic上《星际迷航3：超越星辰》的資料（英文）
- Box Office Mojo上《星际迷航3：超越星辰》的資料（英文）
- Yahoo奇摩電影上《星际迷航3：超越星辰》的資料（繁體中文）
- 開眼電影網上《星际迷航3：超越星辰》的資料（繁體中文）
- 雅虎香港電影上《星际迷航3：超越星辰》的資料（繁體中文）
- 时光网上《星际迷航3：超越星辰》的資料（简体中文）
- 豆瓣电影上《星际迷航3：超越星辰》的資料 （简体中文）
- 在Netflix上觀看《星际迷航3：超越星辰》